# Шабосьер, Анж-Этьен-Ксавье-Пуассон де ля
Анж-Этьен-Ксавье-Пуассон де ля Шабосьер (фр. Ange-Étienne-Xavier Poisson de La Chabeaussière; 4 декабря 1752, Париж — 10 сентября 1820, там же) — французский писатель

, либреттист

 и драматург XVIII—XIX веков.

## Биография
Сын адвоката и воспитанник Мирабо, поступил в молодости на военную службу, служил телохранителем графа д’Артуа, но вскоре вышел в отставку.
Им написаны либретто к комическим операм Н. Делейрака и несколько удачных комедий, которые шли на сценах парижских театров.
В эпоху директории изложил свою политическую исповедь в «Республиканском катехизисе», который имел значительный успех; конвент декретом от 4 сентября 1795 года решил включить это произведение в число особенно рекомендуемых для образования юношества. Затем Шабосьер был назначен членом комитета народного образования и принимал участие в управлении театрами.

## Либретто
- Polymnie et les Enfants d’Apollon (1814)
- Gulistan ou Le hulla de Samarcande (1805)
- La taupe et les papillons (1797)
- Chant martial pour la fête des victoires (1796)
- Azémia ou Les sauvages (1787)
- Le corsaire (1783)
- Mathieu ou Les deux soupers (1783)
- L'éclipse totale (1782)

## Проза
- Catéchisme républicain, philosophique et moral